# Frederic Sellers
Frederic Aked Sellers, Kt, PC, KC, MC (* 14. Januar 1893; † 20. März 1979) war ein britischer Jurist, der unter anderem zwischen 1957 und 1968 Lord Justice of Appeal war.

## Leben
Frederic Aked Sellers absolvierte ein Studium der Rechtswissenschaften und nahm nach seiner anwaltlichen Zulassung bei der Anwaltskammer (Inns of Court von Gray’s Inn) eine Tätigkeit als Barrister auf. Er nahm am Ersten Weltkrieg teil und wurde mit dem Military Cross (MC) ausgezeichnet. Für seine Verdienste wurde er am 11. Februar 1935 zum Kronanwalt (King’s Counsel) ernannt. Am 11. Juli 1938 erfolgte seine Berufung zum ehrenamtlichen Richter (Recorder) für das Borough of Bolton.
Am 13. Februar 1946 wurde Sellers zum Richter am High Court of Justice ernannt, einem der Senior Courts of England and Wales, der erstinstanzlich alle bedeutenden und wichtigen Fälle behandelt und außerdem die Aufsicht über alle niederrangigeren Gerichte (Courts) und viele Schiedsgerichte (Tribunals) hat. Kurz darauf wurde er am 6. März 1946 zum Knight Bachelor (Kt) geschlagen, so dass er fortan den Namenszusatz „Sir“ führte. Am 11. Januar 1957 wurde er durch Königin Elisabeth II. als Lord Justice of Appeal zu einem der Richter an dem für England und Wales zuständigen Berufungsgericht (Court of Appeal) berufen. Er wurde zugleich am 19. Januar 1957 als Mitglied in den Geheimen Kronrat (Privy Council) berufen. Das Amt eines Lord Justice of Appeal bekleidete er bis 1968.